# Mourre Nègre
Pour les articles homonymes, voir Mourre (homonymie) et Nègre (homonymie).

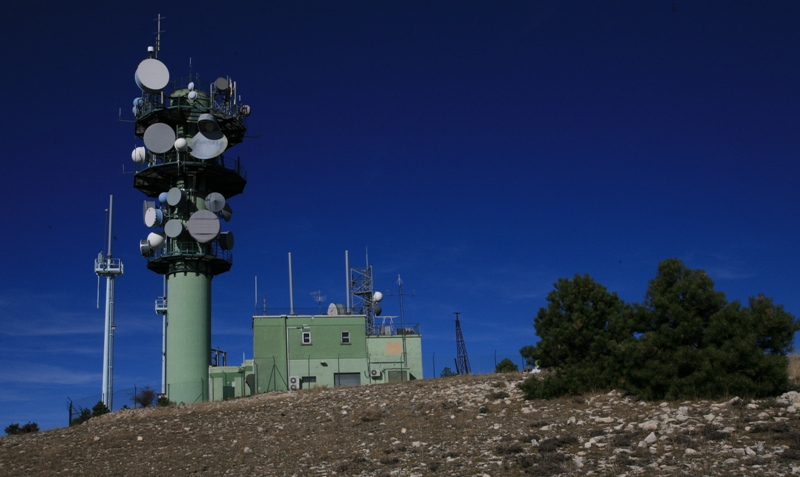
L'antenne relais du sommet

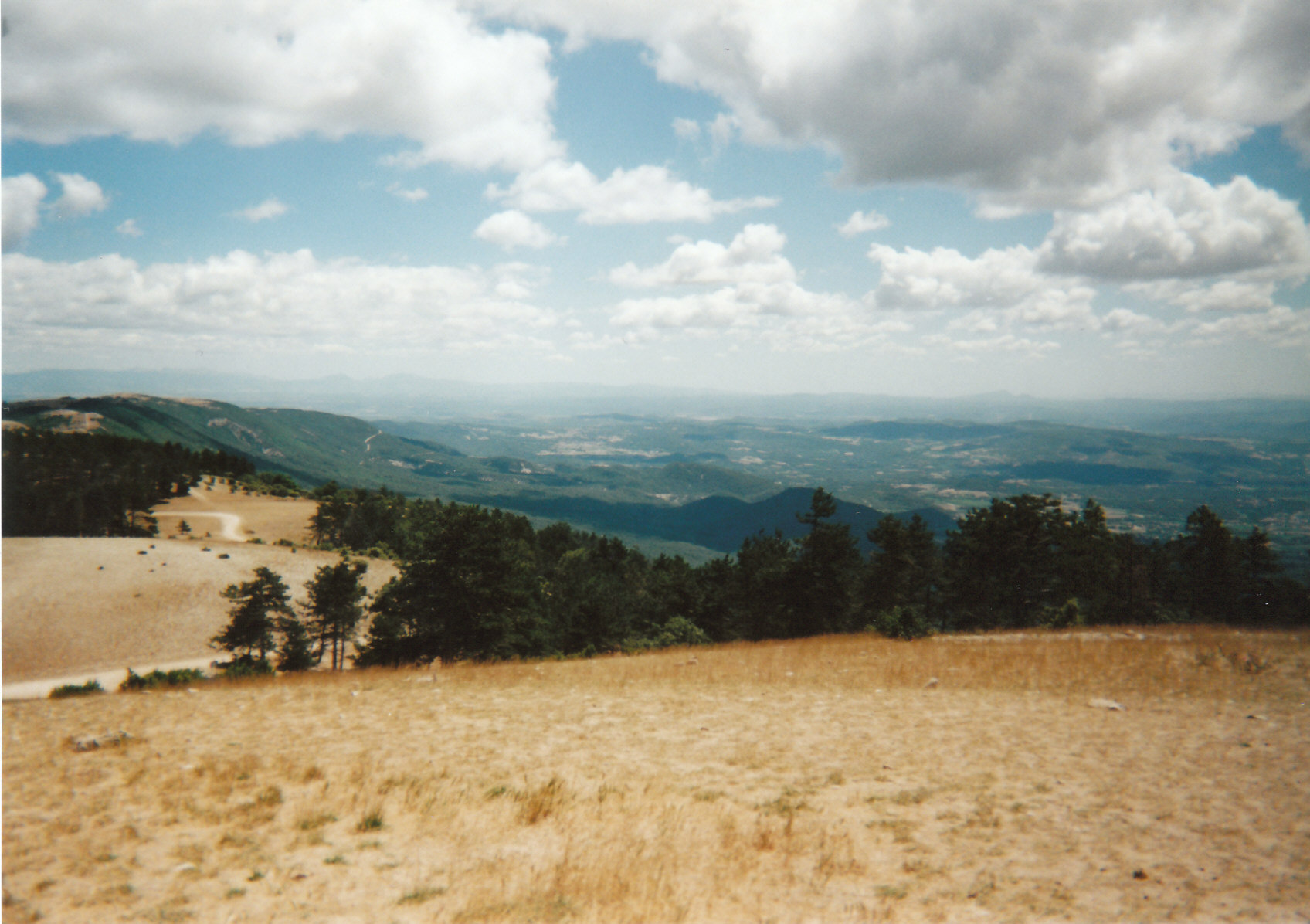
Landes et pins noirs sur les crêtes du Mourre Nègre

Le Mourre Nègre est le point culminant du massif du Luberon et s'élève à 1 125 mètres d'altitude. Ce sommet est arrondi et coiffé d'une antenne hertzienne, ce qui permet de le voir d'assez loin. Il est situé dans le grand Luberon, à cheval sur les communes d'Auribeau, de Cabrières-d'Aigues et de Castellet-en-Luberon.

## Étymologie
Mourre et nègre viennent tous deux du provençal, le premier signifie « museau » et est souvent utilisé pour désigner des sommets de forme arrondie. Nègre signifie « noir ».

## Géographie

### Situation
Le Mourre Nègre est le sommet du massif du Luberon, massif des Préalpes situé dans le sud de la France, à cheval sur les départements de Vaucluse et des Alpes-de-Haute-Provence (région Provence-Alpes-Côte d'Azur), à 70 kilomètres au nord de Marseille.
Il est situé sur le Grand Luberon, partie principale du massif tant en taille qu'en longueur et largeur.

### Hydrographie
L'Aiguebrun prend sa source sur le Mourre Nègre.

### Flore
Si on trouve au pied du Mourre Nègre des pins parasols typiques d'un climat méditerranéen, les crêtes sont en revanche occupées par des pins noirs et des landes d'altitude.

### Accès et voies de communications
Ouverts ou semi-ouverts (restriction en période de sècheresse) à la circulation routière, le « chemin des crêtes » et le « chemin des cavaliers » parcourent les sommets du Grand Luberon dont le Mourre Nègre. On y accède par Lourmarin, Cucuron, Cabrières-d'Aigues et Vitrolles-en-Luberon côté Sud Luberon ainsi que par Auribeau côté Nord Luberon joignant par la même occasion à la frontière départementale la route départementale de Vaucluse 33 qui devient 31 dans les Alpes-de-Haute-Provence. Plusieurs autres chemins permettent la découverte du Luberon. Certains sont réservés aux marcheurs — dont les chemins de grande randonnée GR 4, 6, 9, 92 et 97 —, VTTistes ou cavaliers.

### Panorama
- À l'est : le haut-Var et les sommets dominant les gorges du Verdon (Mourre de Chanier, Grand Margès, etc.), le plateau de Valensole et les Alpes enneigées.
- Au sud : montagne Sainte-Victoire, monts Auréliens, massif de l'Étoile, massif des Costes, massif de la Sainte-Baume...
- À l'ouest : le Petit Luberon, les Alpilles puis la vallée du Rhône et le Gard.
- Au nord : les monts de Vaucluse, la montagne de Lure et le mont Ventoux.

## Activités

### VTT
Une piste VTT permet de monter le Mourre Nègre en partant de Lourmarin.

### Randonnée
Pour accéder au sommet, plusieurs sentiers sont balisés :
- le sentier de l'ermitage au départ de Cucuron ;
- le GR9-97 au départ de Cucuron ;
- le GR92 au départ de Cabrières-d'Aigues ;
- le GR9 au départ de Vaugines en récupérant plus tard la piste VTT provenant de Lourmarin ;
- un court chemin au départ d'Auribeau ;
- le GR9-97 depuis Vitrolles-en-Luberon à l'Est mais c'est beaucoup plus long ;
- le GR92 depuis le lieu-dit Le Colombier près de Saignon.

Les sentiers les plus classiquement empruntés sont au départ d'Auribeau, Cucuron et Cabrières d'Aigues. Quel que soit le village de départ, il faut compter entre 600 et 700 mètres de dénivelé.

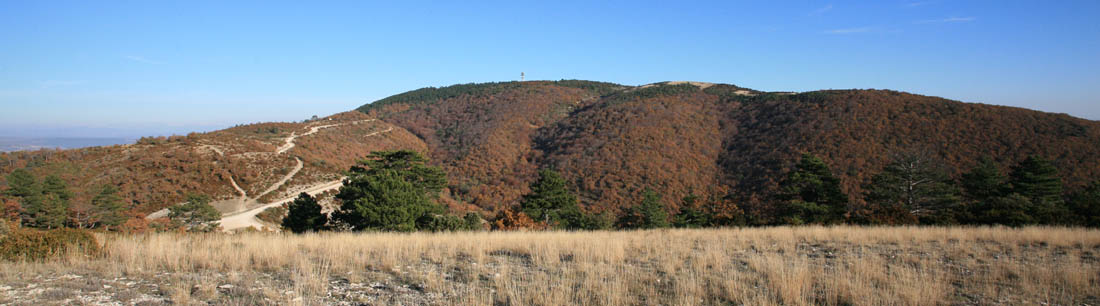
Le Mourre Nègre depuis le sommet voisin depuis l'ouest